# Montgaillard-de-Salies
Montgaillard-de-Salies ist eine französische Gemeinde mit 106 Einwohnern (Stand: 1. Januar 2022) im Département Haute-Garonne in der Region Okzitanien. Sie gehört zum Kanton Bagnères-de-Luchon und zum Arrondissement Saint-Gaudens.

## Lage
Die Gemeinde wird vom Fluss Arbas durchquert. Nachbargemeinden sind Figarol im Nordwesten, Mane im Norden, His im Osten, Saleich im Südosten, Castelbiague im Süden und Montastruc-de-Salies im Westen.

## Bevölkerungsentwicklung
| Jahr                      | 1962 | 1968 | 1975 | 1982 | 1990 | 1999 | 2008 | 2015 | 2016 |
| ------------------------- | ---- | ---- | ---- | ---- | ---- | ---- | ---- | ---- | ---- |
| Einwohner                 | 183  | 162  | 135  | 134  | 118  | 105  | 101  | 101  | 102  |
| Quelle: Cassini und INSEE |      |      |      |      |      |      |      |      |      |